# Popó (voleibolista)
Ana Paula Lessa Lima (Maceió, 24 de abril de 1969) é uma ex-voleibolista indoor brasileira, atuante na posição  de Central com marca de alcance de 297 no ataque e 278 cm no bloqueio, com passagens em clubes nacionais e servindo a Seleção Brasileira desde as categorias de base conquistou títulos em todas as categorias, destacando-se o bicampeonato no Campeonato Mundial Juvenil nos anos de 1987 e 1989 e também na seleção principal quando fez parte da geração que obteve os melhores resultados  até a década de 90.Em clubes conquistou em 1992 a medalha de prata no Campeonato Sul-Americano de Clubes no Brasil e também no Campeonato Mundial de Clubes na Itália.

## Carreira
A alagoana Ana Paula, mais conhecida no cenário do voleibol como Popó, começou a carreira ainda no Colégio Marista de Maceió-AL,  revelada pelo CRB , atuou como Central destacou-se por sua velocidade e em 1980 transferiu-se para o interior paulista para defender o Pirelli/Santo André  onde permaneceu até 1989, neste foi sete vezes vice-campeã do Campeonato Paulista, nos anos de 1981, 1982, 1983,  1985, 1987 e 1988, sendo campeã em 1984 e estava presente desde as categorias de base da Seleção Brasileira, disputou o Campeonato Sul-Americano de 1986 na categoria infanto-juvenil, este sediado em Lima-Peru, conquistou nesta edição a medalha de ouro.
No ano seguinte voltou a representação a seleção brasileira, mas desta vez foi na categoria juvenil e fez parte da equipe que conquistou a medalha de ouro no Campeonato Mundial Juvenil realizado em Seul-Coreia do Sul , sendo a primeira do país nesta categoria na modalidade feminina sob o comando do técnico Marco Aurélio Motta .
Em 1988 vestiu a camisa da seleção brasileira novamente na categoria juvenil quando competiu nessa categoria no Campeonato Sul-Americano realizado na capital federal venezuelana  obtendo a prata, e no ano seguinte voltou a representar o Brasil nesta categoria na conquista de forma consecutiva e invicta a medalha de ouro no Campeonato Mundial Juvenil em Lima-Peru.
No ano seguinte atuou como atleta da Colgate/São Caetano onde foi vice-campeã paulista em 1990, e por este clube avançou a final da Liga Nacional 1990-91–competição precedente a atual Superliga Brasileira A–conquistando o vice-campeonato nesta edição e na segunda temporada pela Colgate São Caetano termina pela nona vez consecutiva  com o vice-campeonato do Campeonato Paulista e sagrou-se campeã  nacional pela primeira vez, fato ocorrido na Liga Nacional 1991-92.
Transferiu-se para equipe mineira do L´acqua di Fiori para as competições de 1992-93, conquistou a medalha de prata no Campeonato Sul-Americano de Clubes  em São Caetano do Sul-Brasil, e também no Campeonato Mundial de Clubes em Jesi-Itália.Sagrou-se ainda nessa temporada campeã da Liga Nacional.
No ano de 1993 é convocada para Seleção Brasileira, desta vez categoria adulto (principal) e disputou a edição da BCV Cup–atualmente chamada de  Montreux Volley Masters–conquistou a prata  e no mesmo ano disputou pela seleção o Campeonato Sul-Americano em Cuzco-Peru ficando também com a prata nesta edição, ainda nesta temporada pela seleção vestiu a camisa#17  quando disputou a primeira edição do Grand Prix encerrando na quarta posição na fase final em Hong Kong.
Retornou ao Colgate/São Caetano na jornada esportiva  1993-94 e em 1994 estava na seleção principal que trouxe a primeira medalha de ouro na BCV Cup , assim como o primeiro título do Grand Prix, vestindo novamente a camisa#17, estava na equipe brasileira que derrotou pela primeira vez a então atual campeã olímpica Seleção Cubana, ainda neste ano Popó só não disputou o Campeonato Mundial realizado no Brasil.
Pelo Sollo/Tietê  disputou sua primeira edição da Superliga Brasileira A na jornada esportiva 1994-95 encerrando na quinta posição e participou do All Star Game de abertura desta edição.
No período esportivo 1995-96 defendeu o Cepacol São Caetano  disputou por este a segunda edição da Superliga Brasileira A e conquistou o sexto lugar.
E na jornada seguinte permaneceu no mesmo clube que utilizou a alcunha de Mizuno/São Caetano chegando por este a final da Superliga Brasileira A 1996-97 sagrando-se vice-campeã.
Desde 1994  não fora mais convocada, retornando  a seleção principal em 1997 atuando na conquista do ouro no Campeonato Sul-Americano realizado no Peru e também atuou pela seleção na conquista da primeira medalha do Brasil na Copa dos Campeões, alcançando o bronze, detalhe nesta conquista que Popó foi convocada por Bernardinho para desempenhar a função de  Líbero,  após anos fora do selecionado brasileiro, retornou pela regularidade no fundo de quadra, segundo o próprio Bernardinho ela era a segunda  atleta do Brasil no fundo de quadra, ficando atrás apenas de sua conterrânea Sandra Suruagy.
Representou o MRV /Suggar/Minas na temporada 1997-98  e  na edição da Superliga Brasileira A correspondente,  foi o destaque  em um dos confrontos entre seu time  MRV  e Rexona, uma partida atípica que até os treinadores das equipes foram expulsos de quadra , um fato que chamou a atenção foi sua calma em meio a tal episódio, pois,  procurou  segurar os ânimos da equipe, já que então capitã  Leila Barros também estava fora do controle, usando de experiência Popó, com sua calma habitual, conduziu seu time a uma virada quase impossível no 4º set, quando o Rexona  dominou o set, mas no set de desempate  sua equipe perdeu, mas foi eleita  a melhor  jogadora da partida e nesta edição conquistou o bronze.
Em 1998 voltou a servir a Seleção Brasileira quando convocada  para disputar o Montreux Volley Masters (anteriormente chamada de BCV Cup)  e foi semifinalista encerrando na quarta posição.O BCN Osasco a contrata para as disputas de 1998-99 e foi vice-campeã paulista mais uma vez em sua carreira fez parte do All Star Game da temporada e na Superliga correspondente a esta jornada terminou na  quinta colocação.
Transferiu-se em 1999 para o Rexona/PR e disputou o Campeonato Carioca desse ano pela primeira vez  e disputou a Superliga Brasileira 1999-00 conquistando o título nesta edição.Renovou com o Rexona/PR para as disputas do período 2000-01 e  foi semifinalista na Superliga Brasileira A referente a esta jornada, mas encerraram na quarta colocação.
Em 2002 migrou para o Vôlei de Praia, formou dupla com Carol.Casou-se com o ex-voleibolista  Claudinei Santos, que também foi Central da Seleção Brasileira na década de 90. Em 2008 recebeu CBV o título de Benemérita do Voleibol Brasileiro.
Em 2009 estava com licença para atuar no Circuito Banco do Brasil de Vôlei de Praia, o mesmo ocorrendo em 2010
No ano de 2011 foi o destaque no voleibol alagoano, conquistando colegas, diretoria , tanto por sua humildade, quanto pelo seu voleibol, formada em Administração de Empresas, quando estava  fazendo  Pós Graduação e  também atuou como atleta da Faculdade Maurício de Nassau em Maceió onde reside atualmente.
Pós Graduada,  MBA em Gerenciamento de Projetos, faz atualmente a sua segunda Graduação em Nutrição (2017) em 2018 passou a fazer parte da Uninassau com o cargo de Supervisora Comercial. Além da área comercial atua com Palestras Motivacionais a convite de escolas e na própria IES onde trabalha. 

## Títulos e resultados
- Grand Prix de Voleibol:1993[12]
- Montreux Volley Masters:1998[22]
- Superliga Brasileira A:1999-00[16]
- Superliga Brasileira A:1996-97[16]
- Superliga Brasileira A:1997-98[16]
- Superliga Brasileira A:2000-01[16]
- Liga Nacional:1991-92 e 1992-1993
- Liga Nacional:1990-91
- Campeonato Paulista:1984
- Campeonato Paulista:1981, 1982, 1983, 1985, 1987, 1988, 1990, 1992 e 1998

## Premiações individuais
- 2008- Título de Benemérita do Voleibol Brasileiro conferido pela CBV